# Paracloeodes fleeki
Paracloeodes fleeki är en dagsländeart som beskrevs av Mccafferty och David R.Lenat 2004. Paracloeodes fleeki ingår i släktet Paracloeodes och familjen ådagsländor. Inga underarter finns listade i Catalogue of Life.